# Lago Großer Dambecker
El lago Großer Dambecker (en alemán: Großer Dambeckersee) es un lago situado en el distrito de Mecklemburgo Noroccidental, en el estado de Mecklemburgo-Pomerania Occidental (Alemania), a una altitud de 52.4 metros; tiene un área de 94 hectáreas.